# هیروشی ایچیهارا
هیروشی ایچیهارا (انگلیسی: Hiroshi Ichihara؛ زادهٔ ۲۴ آوریل ۱۹۸۷) بازیکن فوتبال اهل ژاپن است.
از باشگاه‌هایی که در آن بازی کرده‌است می‌توان به باشگاه فوتبال ساگان توسو اشاره کرد.